# 제21지원여단
제21지원여단(21st Support Brigade)는 미국 육군의 전투지원여단 중 하나였다. 표어는 "sustain - supply - maintain".

## 역사
부대는 주한 미군 제21직접지원단으로서 제1군단을 지원하는 부대 중의 하나로서 1967년에 창설되었다. 2년 뒤, 1969년에 제21직접지원단으로 직접 명칭이 추가되었다. 제1군단이 주한 미군에서 벗어나 1971년 미국 본토로 귀환할 때 제21지원단도 귀국하여 오클라호마주로 건너갔다. 거기서 제5군에 예속되었다. 1991년, 부대명칭에서 "직접" 명칭이 빠진 제21지원단로 간략해졌다. 1997년에 제21지원여단이 되었고, 1999년에 기지가 폐쇄되자, 캘리포니아주의 트라비스 공군기지로 옮겨갔고, 1999년 10월 17일에 제91사단, 3여단에 병합되어 편제표에서 내려졌다. 3여단은 2006년에 제402야전포병여단으로 재편성되었다.

## 부대

### 주한 미군
- 제199인사근무중대; 1967년

### 제21지원여단
- 제363연대, 1대대 (훈련지원), 캘리포니아주 파커스 예비군 훈련장
- 제363연대, 2대대 (훈련지원), 애리조나주 메사
- 제363연대, 3대대 (훈련지원), 캘리포니아주 로스앨라미토스
- 제356연대, 3대대 (군수지원), 캘리포니아주 포트 헌터 리겟

## 계보
- 1969년 6월 5일, Headquarters, 21st Direct Support Group
→제21직접지원단, 본부
- 1991년 2월 20일, 21st Support Group
→제21지원단
- 1997년 11월 7일, 21st Support Brigade
→제21지원여단

## 참고
1. ↑  “Unit Annual History Supplement” (PDF) (영어). 1970년 3월 26일. 2016년 9월 13일에 원본 문서 (PDF)에서 보존된 문서. 2018년 11월 12일에 확인함.
2. ↑  “Oakland Army Base December 8, 1941 - September 30, 1999 A pictorial history and official closure program” (PDF) (영어): 15. 2018년 11월 12일에 확인함.
3. ↑  “3rd Brigade History” (영어). 2018년 11월 12일에 확인함.